# Teatro Municipal de Santiago

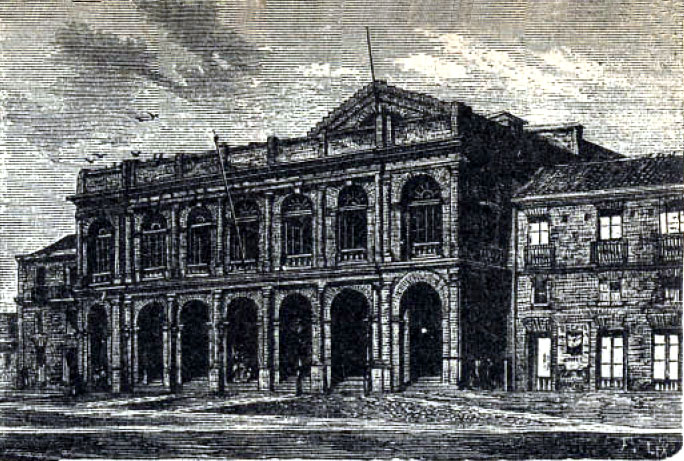
Fachada del Teatro Municipal hasta antes del incendio de 1870.

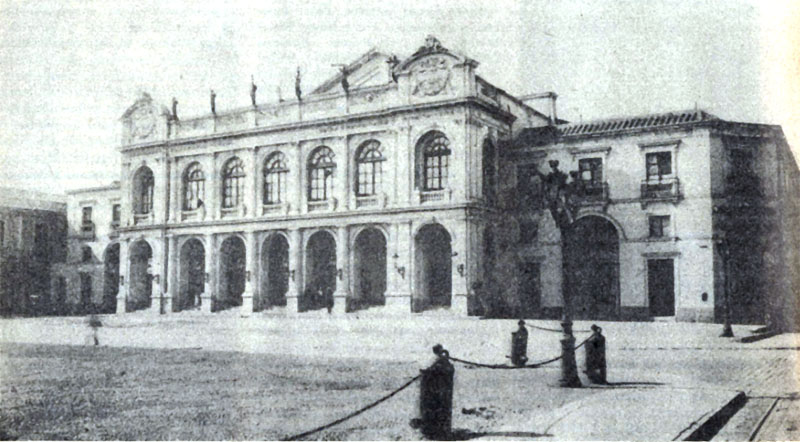
Teatro Municipal a principios del.

El Teatro Municipal de Santiago — Ópera Nacional de Chile es el principal teatro y centro cultural del país. Ubicado en el centro de Santiago de Chile, ha sido fundamental en el desarrollo cultural de Chile destacando sus funciones de ópera, ballet, conciertos sinfónicos, zarzuela, música de cámara y teatro. Fue inaugurado el 17 de septiembre de 1857 con la ópera Ernani, de Giuseppe Verdi. Su directora general es Carmen Gloria Larenas. Actualmente es el segundo teatro más antiguo de Sudamérica tras el Teatro Solis en Montevideo.

## Historia
La construcción del teatro se inició a partir de un decreto ordenado por el presidente Manuel Montt el 7 de enero de 1853. Encumbrado sobre el terreno que originalmente ocupó la Real Universidad de San Felipe, y donde en 1812 Fray Camilo Henríquez imprimió el primer ejemplar de la Aurora de Chile, el primer periódico nacional tras la independencia.
Fue diseñado por el arquitecto Francois Brunet De Baines y el ingeniero civil Philippe-Auguste Charme de L'Isle, ambos franceses radicados en Chile y muy afines a la escuela neoclásica.
Al fallecimiento de Brunet en 1855, la obra fue continuada por el también arquitecto francés Lucien Ambroise Hénault y por el arquitecto chileno Manuel Aldunate y Avaria. El conocido arquitecto francés Charles Garnier, autor del Teatro de la Ópera de París, también aportó en su construcción.
En su inauguración —en la víspera de las fiestas patrias— la interpretación de Ernani estuvo a cargo de una compañía italiana especialmente contratada. 
Rápidamente el teatro se convirtió en el centro cultural y social de Santiago; una notoria participación tuvo la aristocracia santiaguina, que contribuyó enormemente en el desarrollo de espectáculos, principalmente de óperas, así como también en el realizamiento de bailes y tertulias, muy del gusto de dicha aristocracia.
Durante todo el siglo XX y actual XXI el teatro albergó a importantes artistas de talla mundial, como por ejemplo los bailarines Rudolf Nureyev, Alicia Alonso, Mijail Baryshnikov, Margot Fonteyn o Anna Pavlova; los cantantes Ramón Vinay, Plácido Domingo o Luciano Pavarotti, Leo Nucci; los pianistas Arthur Rubinstein, Claudio Arrau, Yevgueni Kissin, los violinistas Yehudi Menuhin e Isaac Stern; y las actrices Sarah Bernhardt y Adelaida Ristori.

### Daños y reconstrucciones

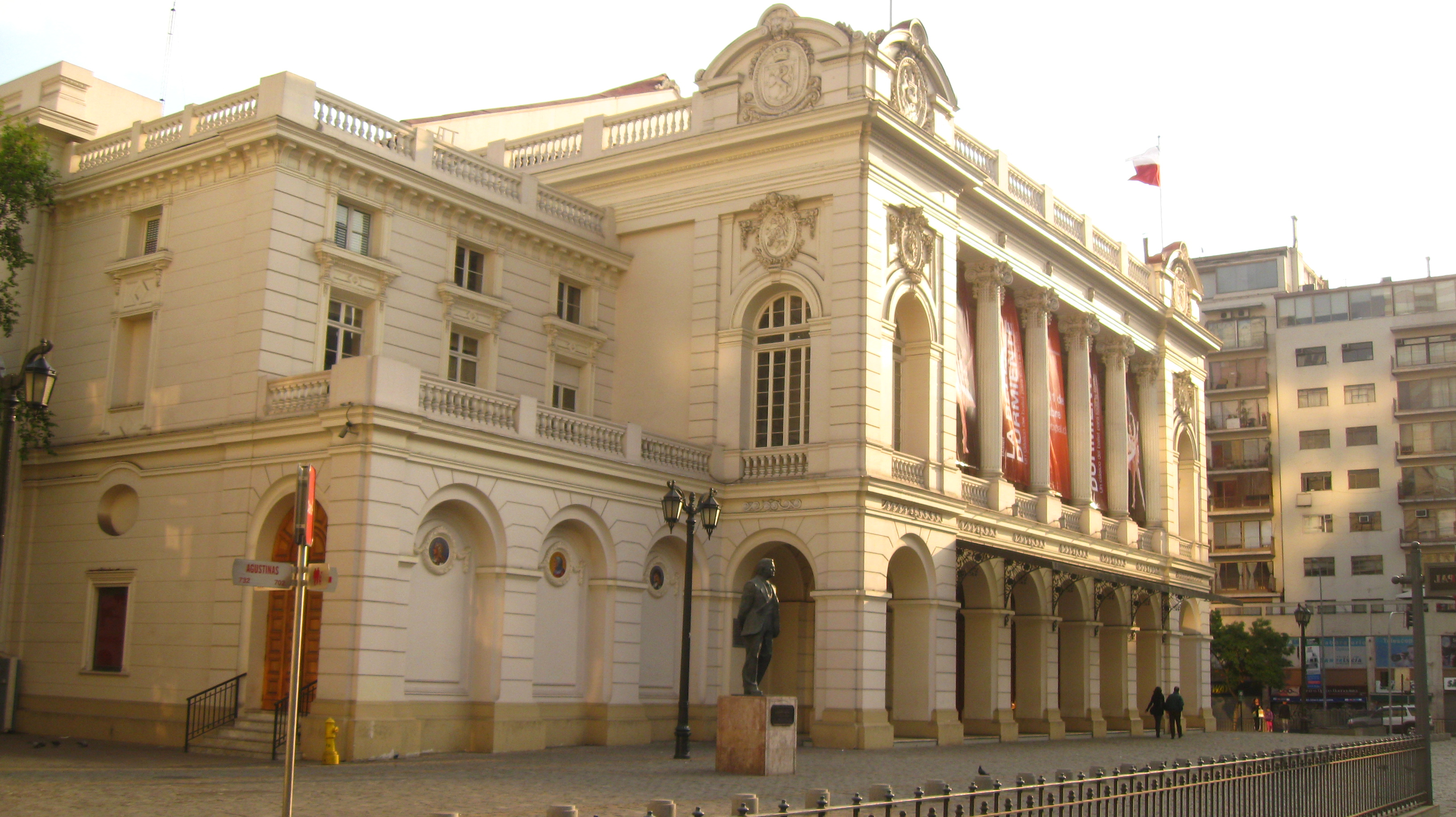
Teatro Municipal de Santiago en la actualidad

El 8 de diciembre de 1870 se originó un incendio. Una vez terminada la función de la cantante lírica Carlota Patti (hermana de la famosa Adelina Patti), mientras el público se retiraba, al caer el telón (más de 1,2 toneladas de terciopelo rojo), con sus extremos rompieron una cañería del alumbrado, por ese entonces de gas. El personal del teatro recorrió el escenario buscando la avería, pero la llama de un farol había encendido el gas acumulado. Así, los elementos inflamables del escenario ocasionaron que el incendio se propagara con mayor rapidez.
Las campanas de emergencia comenzaron a sonar. German Tenderini, un reconocido artista, comerciante y bombero fue el primero en ingresar, dentro del teatro en llamas se encontró con Arturo Villarroel (quien posteriormente sería un héroe de la Guerra del Pacífico), ambos miembros de la Compañía de Bomberos Salvadores.
Sin embargo, el humo provocó la asfixia de Tenderini y Villarroel. Los demás bomberos llegaron cuando las llamas ya abrasaban la construcción por todos sus costados y el fuego exhalaba por las ventanas del teatro. Una vez sofocado el fuego, durante la inspección del teatro, se encontró el cuerpo de Tenderini calcinado entre los escombros. Tenderini se volvió una leyenda y un mártir y en honor a su valentía, su nombre quedó perpetuado en la calle del lado oriente del teatro.
Tras el gran incendio fue reconstruido por un grupo de arquitectos dirigidos por Hénault, y fue reinaugurado el 16 de julio de 1873. Como Hénault había participado en la construcción original se conservó en gran medida su aspecto original. Gracias al apoyo del intendente Benjamín Vicuña Mackenna la obra fue levantada con gran magnificencia, y se le añadió mayor capacidad de espectadores y nuevas dependencias.

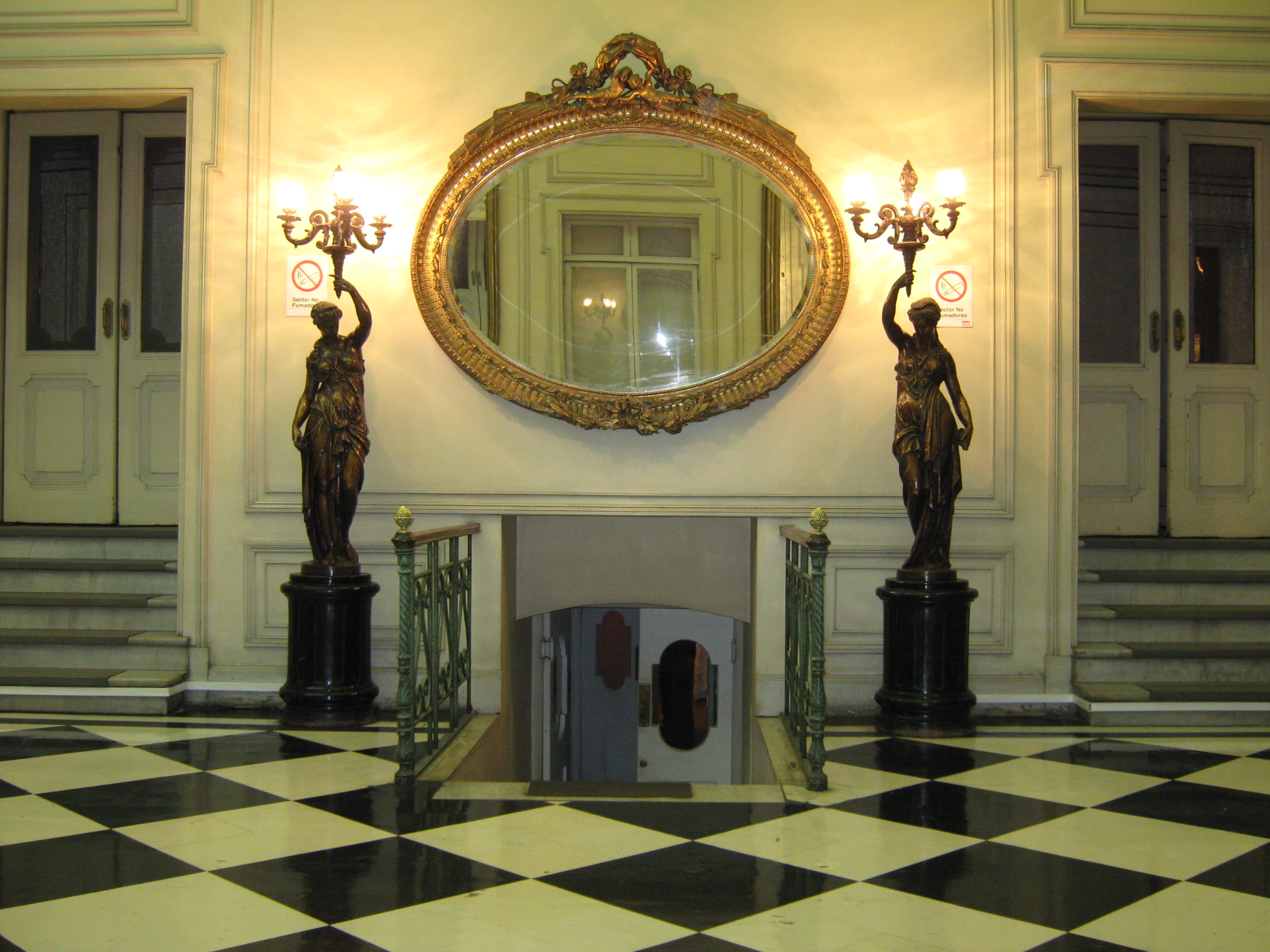
Imagen del vestíbulo con sus luminarias.

La nueva construcción sufrió graves daños, destruyédose el foyer y la sala principal en el terremoto de 1906. La reparación estuvo a cargo del arquitecto francés Emilio Doyère, se aprovechó esta reparación para reemplazar las partes que habían sido levantadas en adobe, por ladrillos cimentados en piedra y envigados de roble. Además, en el frontis se instalaron pilares y una escala imperial en el ingreso principal, en mármol blanco.
Casi 20 años después, el 27 de mayo de 1924, un nuevo incendio, esta vez de carácter menor, provocó daños importantes en el escenario, producto de lo cual el administrador del teatro, Jorge Balmaceda Pérez, optó por realizar algunas transformaciones. El escenario fue reparado y se modificó el foyer para ampliar la entrada principal.
El Teatro fue remozado y modernizado entre los años 1947 y 1952, con motivo del centenario del mismo, mientras que en 1974 fue declarado monumento nacional. En 1978 y 1986 fue sede del Festival OTI de la Canción.

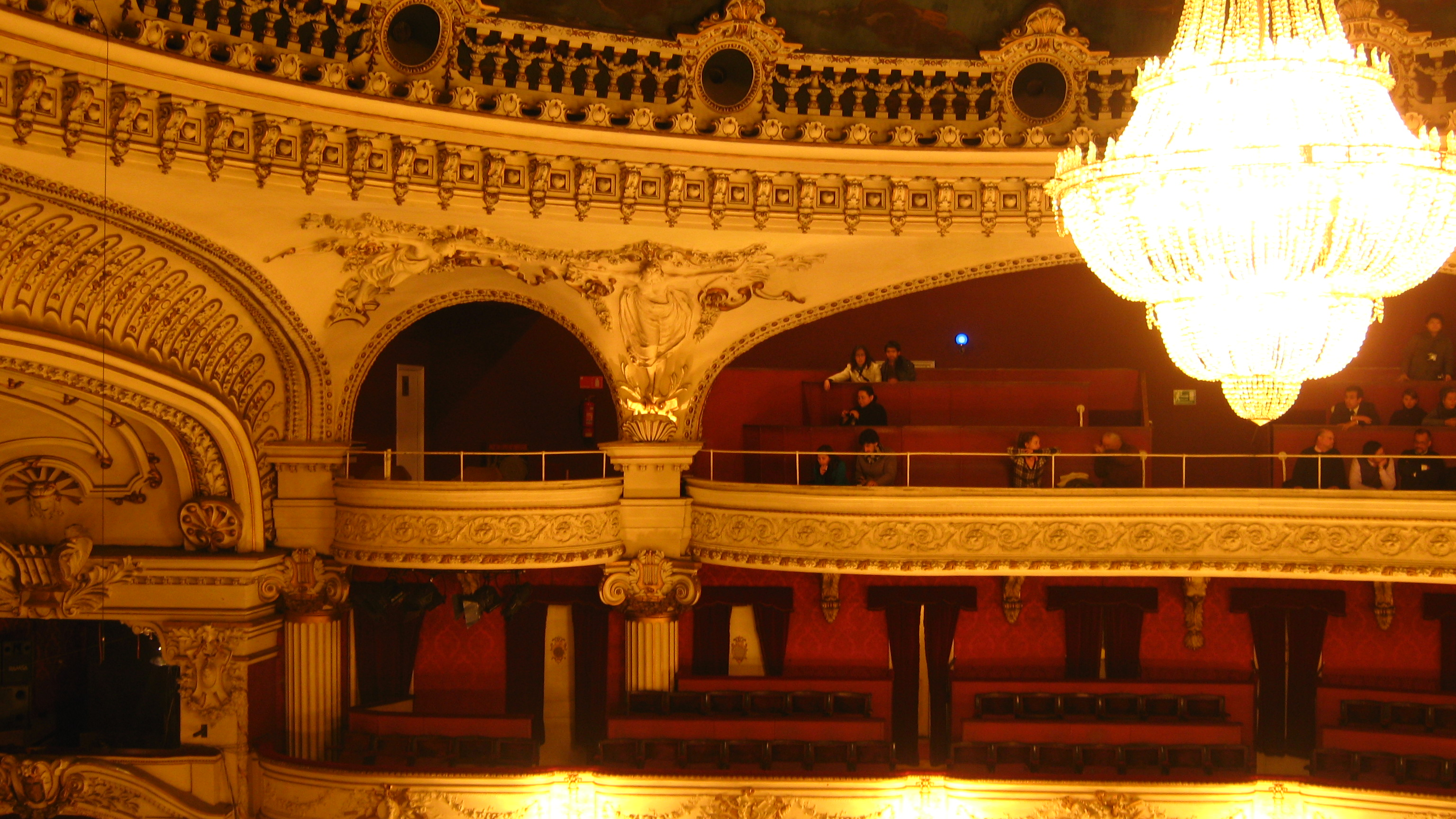
Detalle de los palcos del teatro.

El terremoto del 27 de febrero de 2010 (de magnitud 8,8 MW) dañó el edificio, motivando su cierre temporal, teniendo que hacer las presentaciones en otros escenarios y lugares. Tras una costosa reparación, el teatro volvió a abrir sus puertas al público el 4 de agosto del mismo año.

### Incendio de 2013
El 18 de noviembre de 2013, tras el estreno de Mayerling, la bodega de vestuario del segundo piso del teatro sufrió un incendio, afectando también al salón de ensayos del ballet de Santiago en el tercero; dieciséis compañías de bomberos trabajaron por tres horas para lograr detener el incendio.
Los daños producidos por el incendio bordearon los $2650 millones de pesos chilenos; aunque hubo seguros de por medio, no alcanzó a cubrir todo el daño producido por el fuego; a consecuencia, se creó una campaña llamada Teatro de Todos, donde se aceptaron donaciones en una cuenta del Banco de Chile. Empresas como Falabella, CMPC y la familia Luksic, entre otros donadores privados, han recaudado cerca de $900 millones de pesos; el proceso de reconstrucción tomó cerca de 18 meses. El incendio no detuvo los trabajos para las presentaciones de las obras de teatro y ballet.
Se cuenta que la ópera Mayerling trae una maldición, y tras su final en el que el público se retira de la sala sin saber con certeza si Rudolf y María se suicidaron o les dispararon agentes contrarios al Imperio, comenzó el incendio.

## Arquitectura

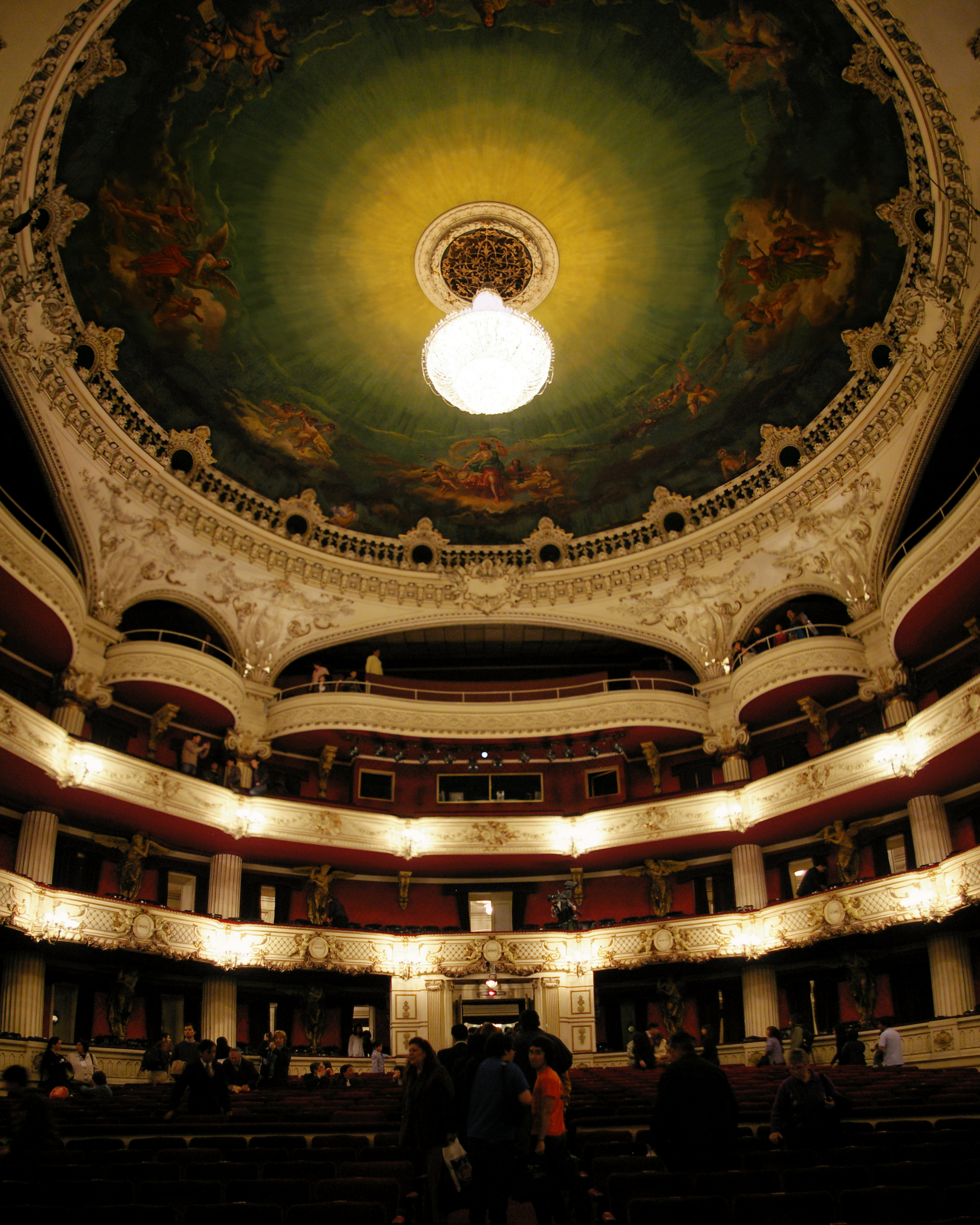
Cúpula alegórica del teatro.

El teatro, que se ubica en el centro histórico de la capital chilena, fue diseñado con un claro estilo neoclásico francés, para tener unos 1500 espectadores en la sala principal y 250 en la sala Claudio Arrau.
Presenta diversos adornos de interés, como la cúpula con alegorías de Ernesto Kirchbach, un sinfín de cariátides (incluso en la misma sala principal) y una gran lámpara de cristal de 14.300 cristales y 4 metros de alto. Su telón, el cuarto en su historia, pesa más de 1200 kilos en terciopelo rojo, tal como el original.

## Instituciones que integran el teatro
En la década de 1950 varias importantes instituciones pasaron a formar parte del Teatro Municipal de Santiago: la Orquesta Filarmónica de Santiago, en 1955; la Corporación Cultural de Santiago, en 1957, que se hizo cargo de la administración; el Ballet de Arte Moderno, en 1959, actual Ballet de Santiago, y el Coro del Municipal de Santiago en 1962. Además, allí funciona una escuela de ballet; desarrolla el programa Crecer Cantando, y cuenta con un centro de documentación dedicado a las artes escénicas (Centro DAE).
En total, en el teatro trabajan de forma permanente unas 300 personas: el coro tiene 60; la orquesta, 82 y la compañía de ballet 55, más 10 de la escuela de danza. El resto es personal técnico y administrativo. Desde 2016 el teatro estuvo dirigido por Frédéric Chambert. 
En 2018 el alcalde de Santiago Felipe Alessandri Vergara, en su calidad de presidente del Directorio, cambió la estructura gerencial del Teatro: nombró directora artística a Carmen Gloria Larenas y como gerente general encargado de las finanzas a Leonardo Pozo, dividiendo lo que es artístico de la parte financiera. Con estos cambios, unidos a un esfuerzo de recaudación de fondos privados y a una reorganización al interior se logra disminuir la deuda y sanear financieramente al Teatro. 
La nueva alcaldesa Irací Hassler confirmó a principios de julio de 2021 a Larenas como directora artística y anunció el nombramiento de Alfredo Saint-Jean Domic, cofundador del Teatro Nescafé de las Artes, como vicepresidente del Directorio en reemplazo de Mauricio Larraín.
A fines de 2019, debido primero al estallido social y luego a la pandemia de coronavirus el Municipal tuvo que cerrar sus puertas. Para mantener sus audiencias, el Teatro tuvo que reinventarse con fórmulas online como el Municipal Delivery. Las grabaciones que se han hecho en este periodo han sido sin público; parte de la temporada 2021, que comenzó el 26 de marzo, será completamente digital. Según el gerente general Pozo informó a la alcaldesa Hassler en julio de 2021, "el déficit del teatro ascendería a 4 mil millones de pesos". Un mes y medio más tarde, en la primera reunión de nuevo directorio, Larenas y Pozo que señalaron que el déficit alcanza en realidad "al menos 5 mil millones de pesos".